# Onze Lieve Vrouw Tenhemelopnemingskerk (Joppe)
De Onze Lieve Vrouw Tenhemelopnemingskerk is een rooms-katholieke kerk in de Nederlandse plaats Joppe. De kerk is in de jaren 1866 - 1868 gebouwd in opdracht van baron E.A. van Hövell tot Westerflier, destijds bewoner van Kasteel 't Joppe. Van Hövell tot Westeflier had H.J. Wennekers opdracht gegeven tot het ontwerpen van een kerk. Wennekers had een neogotische kerk ontworpen bestaande uit een beuk, die geplaatst werd in de bossen van Joppe nabij het spoor van Zutphen naar Deventer.
De entree is versierd met een archivolt, waarin zuilen zijn verwerkt. Daarnaast is rondom de entree een frontaal aangebracht met het wapen van de stichter E.A. van Hövell tot Westerflier. Boven het frontaal is een groot spitsboogvenster met glas in loodramen aangebracht in de toren. De toren wordt bekroond met een achthoekige stenen lantaarn en heeft een hoogte van 41 meter. De zijgevels en gevel van het priesterkoor van de kerk zijn voorzien van kleinere varianten van de spitsboogvenster met glas in lood die in de toren is aangebracht, afgewisseld met steunberen.
De steunberen staan aan de voet van de dakconstructie dat bestaat uit kruisribgewelven. Aan de binnenzijde van de zijgevels zijn veertien nissen gemaakt met daarin kruiswegstaties. Het orgel uit 1889 is gemaakt door Michaël Maarschalkerweerd en is een geschenk van Rosamunde van Nispen tot Pannerden, waarvan het wapen in de kast van de orgel is aangebracht. Achter in de kerk staat het eiken doopvont, met een verbeelding van Jezus erin verwerkt. In de rest van de kerk zijn veel beelden aanwezig, waarvan dat van Bacchus opmerkelijk is.
De kerk is in 1976 aangewezen als rijksmonument.

## Galerij

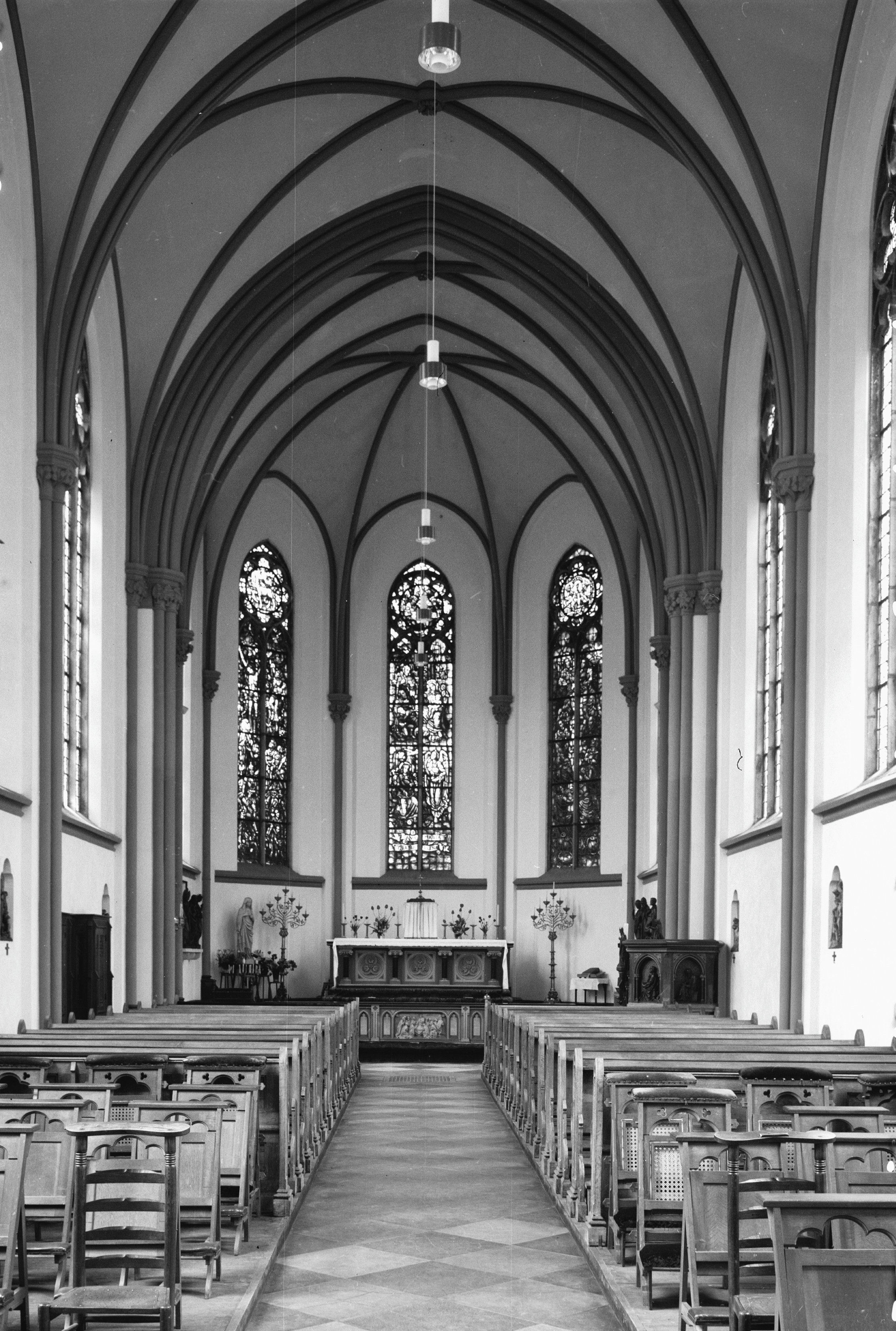
Interieur met zicht op het altaar
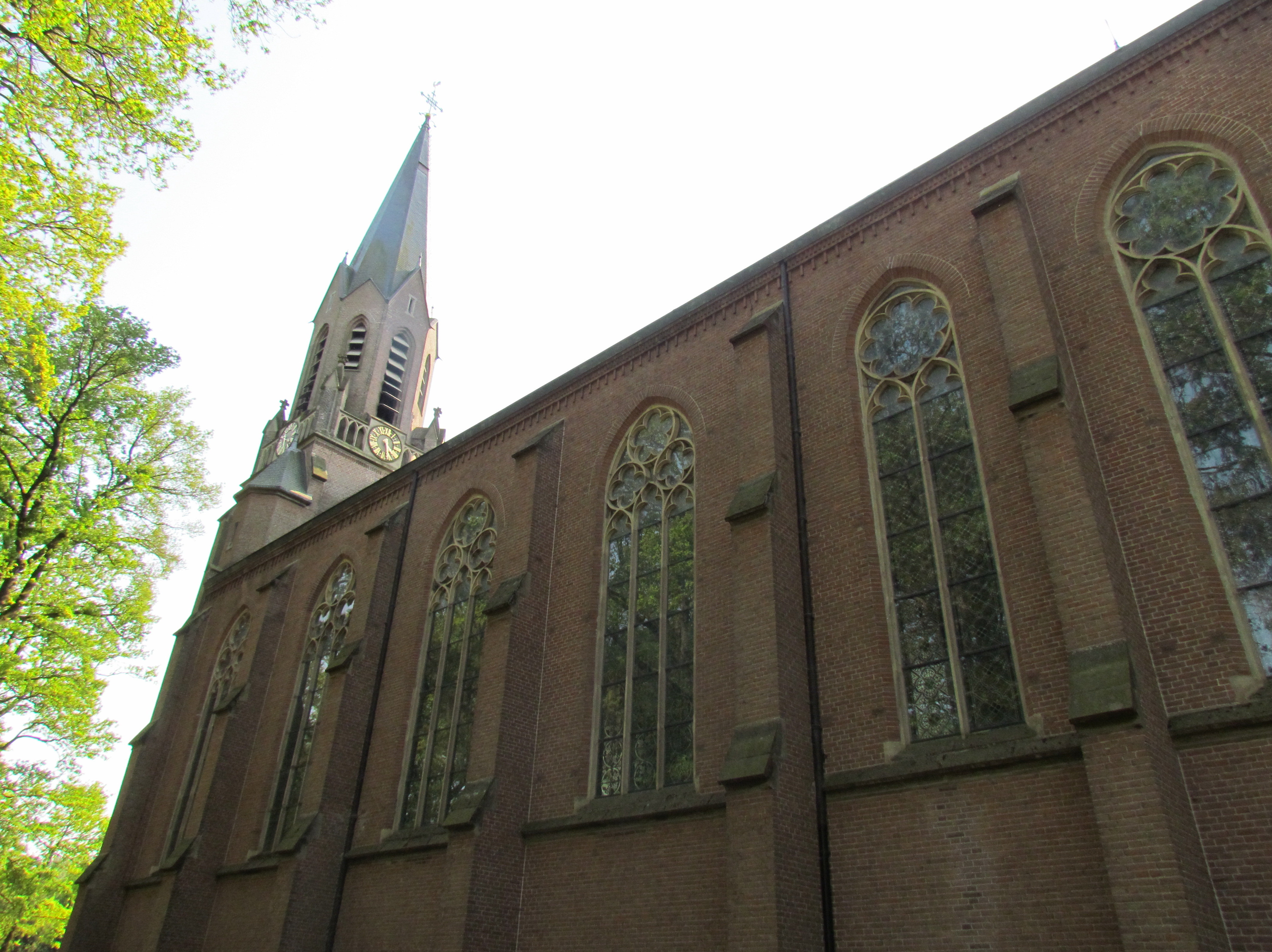
Zijgevel (2011)
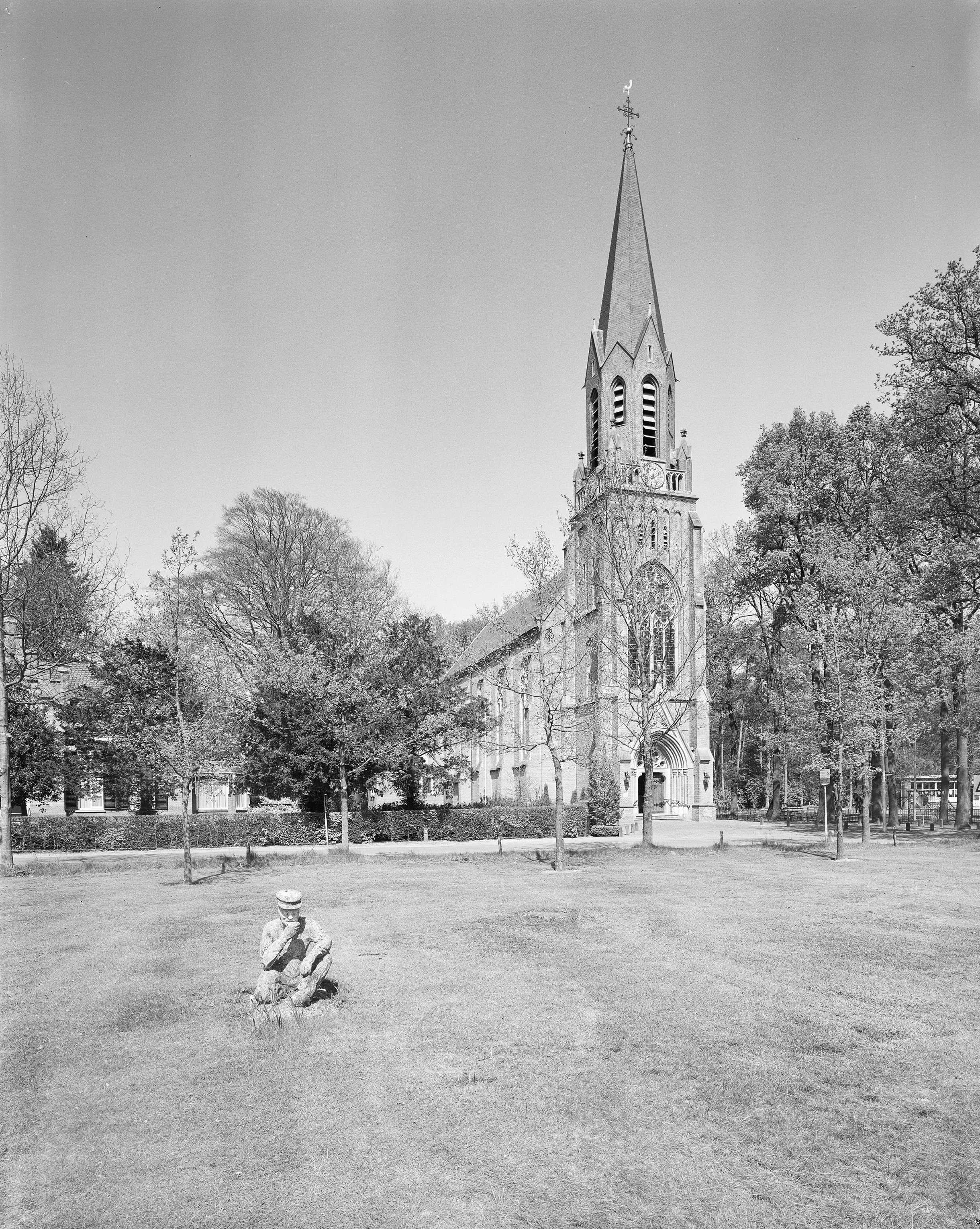
Aanzicht in 1999